# オルセリン酸デプシドヒドロラーゼ
オルセリン酸デプシドヒドロラーゼ（Orsellinate-depside hydrolase、EC 3.1.1.40）は、以下の化学反応を触媒する酵素である。系統名は、オルセリン酸デプシド ヒドロラーゼ（orsellinate-depside hydrolase）である。レカノール酸ヒドロラーゼ（lecanorate hydrolase）と呼ばれることもある。

## 触媒する反応
オルセリン酸デプシド + 水{\displaystyle \rightleftharpoons }オルセリン酸
従って、基質はオルセリン酸デプシドと水の2つ、生成物はオルセリン酸のみである。
この酵素は加水分解酵素に分類され、特にエステル結合に作用する。